# Klon ussuryjski
Klon ussuryjski, klon koreański (Acer pseudosieboldianum Kom.) – gatunek drzewa należący do rodziny mydleńcowatych (Sapindaceae). Pochodzi ze wschodnich Chin, wschodniej Rosji oraz Korei. Występuje do wysokości 700–900 m n.p.m..
Małe drzewo lub duży krzew zrzucający liście na zimę. Dorasta do 15–25 metrów. Kwiaty koloru czerwono-fioletowego; rozwijają się przed lub razem z pojawieniem liści.